# Вит
Вит (устар. Вид; болг. Вит, лат. Utus) — река на севере средней части Болгарии, правый приток нижнего Дуная.
Длина — 189 км. Площадь водосборного бассейна — 3225 км². Среднегодовой расход воды в низовье около села Ясен — 13,1 м³/с.
Вит начинается от слияния рек Бели-Вит (устар. Белый Вит) и Черни-Вит (устар. Чёрный Вит), истоки которых находятся на северных склонах хребта Златишко-Тетевенска-Планина в Средней Стара-Планине. Протекает по территории Ловечской и Плевенской областей, преимущественно в северо-восточном направлении. Впадает в Дунай к западу от села Сомовит.
В низовье, на правом притоке Тученица — город Плевен.
Со времен императора Аврелиана и до вторжения болгар Вит образовывал границу между провинциями Прибрежная Дакия (лат. Dacia Ripensis) и Внутренняя Дакия (лат. Dacia Mediterranea) Иллирийской префектуры на западе и Вторая Мёзия (лат. Moesia II) Восточной префектуры — на востоке.